# Reifenschacht
Ein Reifenschacht, auch Reifschacht oder Bügelschacht, im frühen Bergbau auch Pütze oder Duckel genannt, ist ein kleiner Schacht mit rundem kleinen Querschnitt und geringer Teufe, der mit biegsamen Zweigen ausgebaut ist. Reifenschächte wurden früher in den Bergrevieren Schlesiens, in Hessen, in der Rheinprovinz und in Nassau verwendet.

## Aufbau und Verwendung
Ein Reifenschacht wird mit einem kreisrunden Querschnitt abgeteuft. Der Durchmesser des Schachtes schwankt zwischen 75 cm und bis zu 1,35 Meter. In der Regel beträgt der Durchmesser einen Meter. Geteuft wird der Schacht bis auf den tagesnahen, abbaubaren Teil der Lagerstätte. Die Teufe eines Reifenschachtes beträgt maximal 30 Meter. Als Ausbau für den Schacht wird die Reifenzimmerung verwendet. Die Bauzeit eines solchen einfachen Schachtes betrug etwa fünf bis sechs Wochen. Reifenschächte wurden meist in rolligem Gebirge abgeteuft. Sie kamen nur dort zum Einsatz, wo ein geringer Gebirgsdruck herrschte. Vorteilhaft bei diesen Schächten waren neben der geringen Bauzeit auch die niedrigen Kosten von damals etwa acht Mark pro Meter Schacht inklusive Reifenzimmerung. Von großem Nachteil war die geringe Haltbarkeit des Ausbaus dieser Schächte, zudem die schlechte Befahrbarkeit. Zudem waren diese Schächte aufgrund des in der Regel verhältnismäßig schlechten und wenig haltbaren Ausbaus gefährlich und es kam auch wiederholt zum Einsturz von Reifenschächten mit tödlich verunglückten Bergleuten. Eingesetzt wurden Reifenschächte bei der Versuchsarbeit und beim Duckelbau. Ein weiteres Einsatzgebiet ist die Schürfarbeit. Wenn die Schächte aufgrund der örtlichen Gegebenheiten standhaft waren und längere Zeit offen blieben, dienten sie oftmals für die Schachtförderung.